# Puste Oko
Puste Oko (słow. Pusté oko) – najmniejszy z trzech Pustych Stawów znajdujących się w górnych partiach Doliny Staroleśnej, w słowackiej części Tatr Wysokich. Puste Oko leży w południowej części Pustej Kotliny, ok. 250 m na południowy wschód od Pustego Stawu. Nie prowadzą do niego żadne znakowane szlaki turystyczne i nie jest dokładnie pomierzone.
Puste Oko jest stawkiem okresowym. Wchodzi w skład 27 Staroleśnych Stawów znajdujących się w całej Dolinie Staroleśnej. Jest ono najniżej położonym i najbardziej wysuniętym na południe stawkiem z grupy Pustych Stawów. Nieco niżej, ok. 300 m na południowy wschód od niego znajduje się grupa trzech Zbójnickich Stawów.